# Rhinium facile
Rhinium facile är en stekelart som först beskrevs av Cresson 1874.  Rhinium facile ingår i släktet Rhinium och familjen brokparasitsteklar. Inga underarter finns listade i Catalogue of Life.